# Uschakowo (Kaliningrad, Gurjewsk, Nowomoskowskoje)
Die Ortschaft Uschakowo (russisch Ушаково, deutsch Brandenburg (Haff), litauisch Pokarviai) liegt am Frischen Haff in der russischen Oblast Kaliningrad im ehemaligen Ostpreußen. Sie gehört zur kommunalen Selbstverwaltungseinheit Stadtkreis Gurjewsk, flächenidentisch mit dem Rajon Gurjewsk. Dort befindet sie sich im Außenbezirk Nowomoskowski rajon. Sie ist nicht zu verwechseln mit der gleichnamigen, ebenfalls zum Stadtkreis Gurjewsk gehörenden Ortschaft Uschakowo (dem früheren Heiligenwalde), die sich im Außenbezirk Nisowski rajon befindet.

## Geographie
Uschakowo liegt am Fluss Prochladnaja (deutsch: Frisching), der hier ins Frische Haff mündet. Durch den Ort führt die russische 27A-020 (ex A 194), bis 1945 die Reichsstraße 1 von Aachen über Berlin nach Königsberg (Preußen).

## Geschichte
Für den Deutschen Orden errichtete Markgraf Otto III. von Brandenburg 1266 an der Frisching-Mündung eine Burg, um die Einfahrt der Schiffe nach Königsberg zu überwachen. Sie wurde nach dem Gründer benannt und ab 1275 in Stein ausgebaut. Von 1283 bis 1499 war sie Sitz eines Komturs. 1520 ausgebrannt, war sie nach der Wiederherstellung von 1525 bis 1752 Sitz eines Amtshauptmannes. Danach verfallen, wurde das stattliche Schloss nach 1776 abgetragen.
Im Schutz der Burg hatte sich eine Lischke entwickelt, die 1513 die Handfeste erhielt. Die Kirche, von 1320 bis 1340 erbaut, erhielt erst 1648 einen hohen spitzen Turm. Brandenburg entwickelte sich zum Marktflecken und hatte seit 1729 einen kleinen Hafen.
Nach 1500 wurde der Schlossbezirk königliche Domäne und das Schloss Brandenburg beherbergte ein Domänenamt.
Am 1. April 1927 hatte der Gutsbezirk Brandenburg eine Flächengröße von 966 ha, 47 ar und 20 m², und am 16. Juni 1925 hatte der Gutsbezirk 192 Einwohner. Am 30. September 1928 wurde der Gutsbezirk Brandenburg teils in die neue Landgemeinde Brandenburg und teils in die Landgemeinde Schoyschen im Amtsbezirk Pokarben eingegliedert.
Im Jahr 1945 gehörte der Marktflecken Brandenburg zum Landkreis Heiligenbeil im Regierungsbezirk Königsberg der Provinz Ostpreußen des Deutschen Reichs.
Nach der Besetzung durch die Rote Armee im Jahr 1945 fiel der Ort besatzungsrechtlich an die Sowjetunion. 1947 wurde der Ort nach einem begrabenen Sowjetsoldaten namens Uschakow in Uschakowo umbenannt. Gleichzeitig wurde der Ort Sitz eines Dorfsowjets im Rajon Laduschkin, der 1965 im Dorfsowjet Nowomoskowski selski Sowet im Rajon Gurjewsk aufging. Von 2008 bis 2013 gehörte Uschakowo zur Landgemeinde Nowomoskowskoje selskoje posselenije und seither zum Stadtkreis Gurjewsk.

### Demographie
| Jahr | Einwohner | Anmerkungen |
| ---- | --------- | --- |
| 1782 | –         | Flecken, Sitz des königlichen Domänenamts, mit einem Vorwerk, einer Kirche, einer Mühle und 127 Feuerstellen (Haushaltungen) |
| 1818 | 956       | königlicher Marktflecken |
| 1831 | ≈ 1000    | Ḿarktflecken, mit einem Domänenamt und einer evangelischen Kirche, Einwohner betreiben größtenteils Fischerei |
| 1858 | 1678      | davon 1541 im Marktflecken (1535 Evangelische, zwei Katholiken und vier Juden), zehn im Mühlen-Etablissement (sämtlich Evangelische) und 127 im Domänen-Vorwerk (126 Evangelische und eine katholische Person)                      |
| 1864 | 1579      | am 3. Dezember, in 107 Wohngebäuden |
| 1867 | 1565      | am 3. Dezember |
| 1871 | 1434      | davon 1428 Evangelische und sechs Juden |
| 1885 | 1387      | einschließlich des Gutsbezirks |
| 1900 | 1420      | Flecken, mit einer evangelischen Kirche, einem Hafen und Fischerei; nahebei die königliche Domäne Brandenburg, ehemals Deutschordens-Kommende (gegründet 1266), mit 231 Einwohnern                                                  |
| 1910 | 1385      | am 1. Dezember, Flecken (1140 Einwohner) und königliche Domäne (245 Einwohner), mit einer evangelischen Pfarrkirche, einer Spar- und Darlehnskasse, Fischerei, einer Molkerei, Mühlen, einem Sägewerk sowie Vieh- und Pferdemärkten |
| 1933 | 1602      | [ 14 ] |
| 1939 | 1595      | [ 14 ] |

| Jahr      | 2002 | 2010 | 2021 |
| --------- | ---- | ---- | ---- |
| Einwohner | 864  | 812  | 920  |

### Uschakowski selski Sowet 1947–1965
Der Dorfsowjet Uschakowski selski Sowet (ru. Ушаковский сельский Совет) wurde im Juni 1947 eingerichtet. Als Verwaltungssitz war zunächst der ehemalige deutsche Ort Pinnau vorgesehen. Im Juli 1947 wurde als Verwaltungssitz aber das ehemalige Brandenburg festgelegt.
Der Dorfsowjet befand sich bis 1962 im Rajon Laduschkin und von 1963 bis 1964 oder 1965 im Rajon Bagrationowsk. Er wurde 1965 im Rajon Gurjewsk mit dem Zwetkowski selski Sowet zum neuen Dorfsowjet Nowomoskowski selski Sowet zusammengelegt.
Folgende Orte gehörten (zunächst) zum Dorfsowjet:
| Ortsname              | Name bis 1947/50  | Jahr der Umbenennung |
| --------------------- | ----------------- | -------------------- |
| Gorki (Горки)         | Albehnen          | 1947                 |
| Ladygino (Ладыгино)   | Korschenruh       | 1950                 |
| Uljanowka (Ульяновка) | Klein Hoppenbruch | 1947                 |
| Uschakowo (Ушаково)   | Brandenburg       | 1947                 |
| Selenowo (Зеленово)   | Pinnau            | 1947                 |

## Kirche

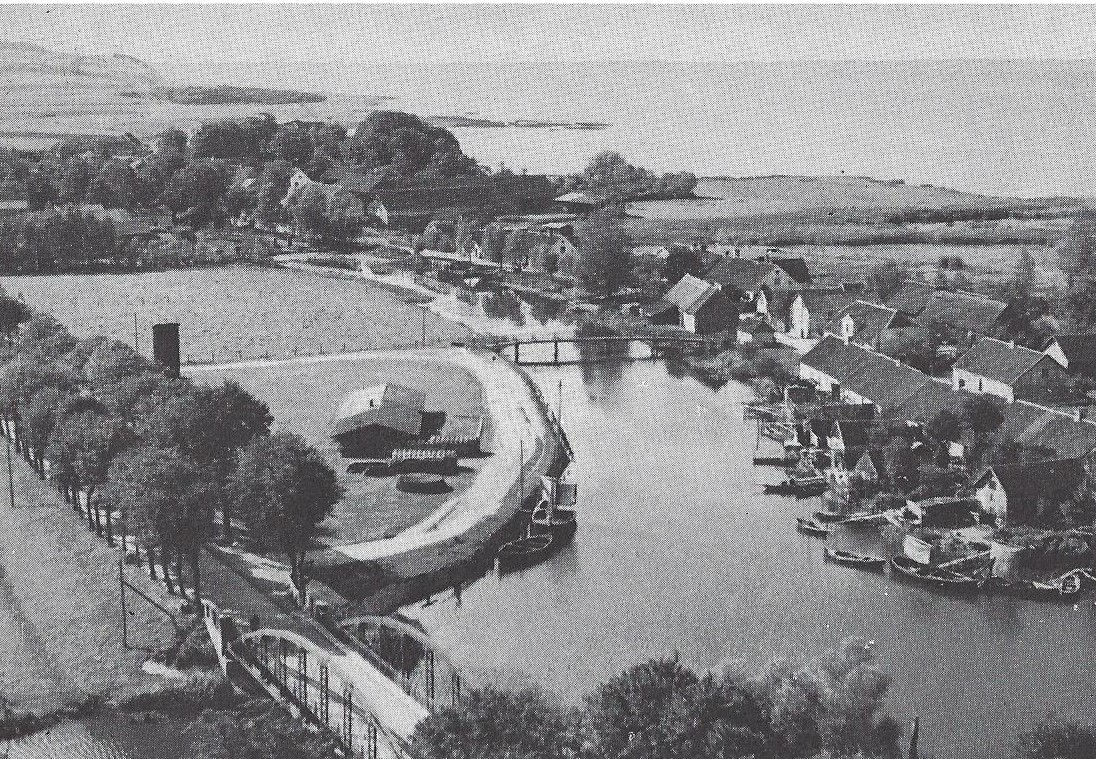
Brandenburg am Frischen Haff

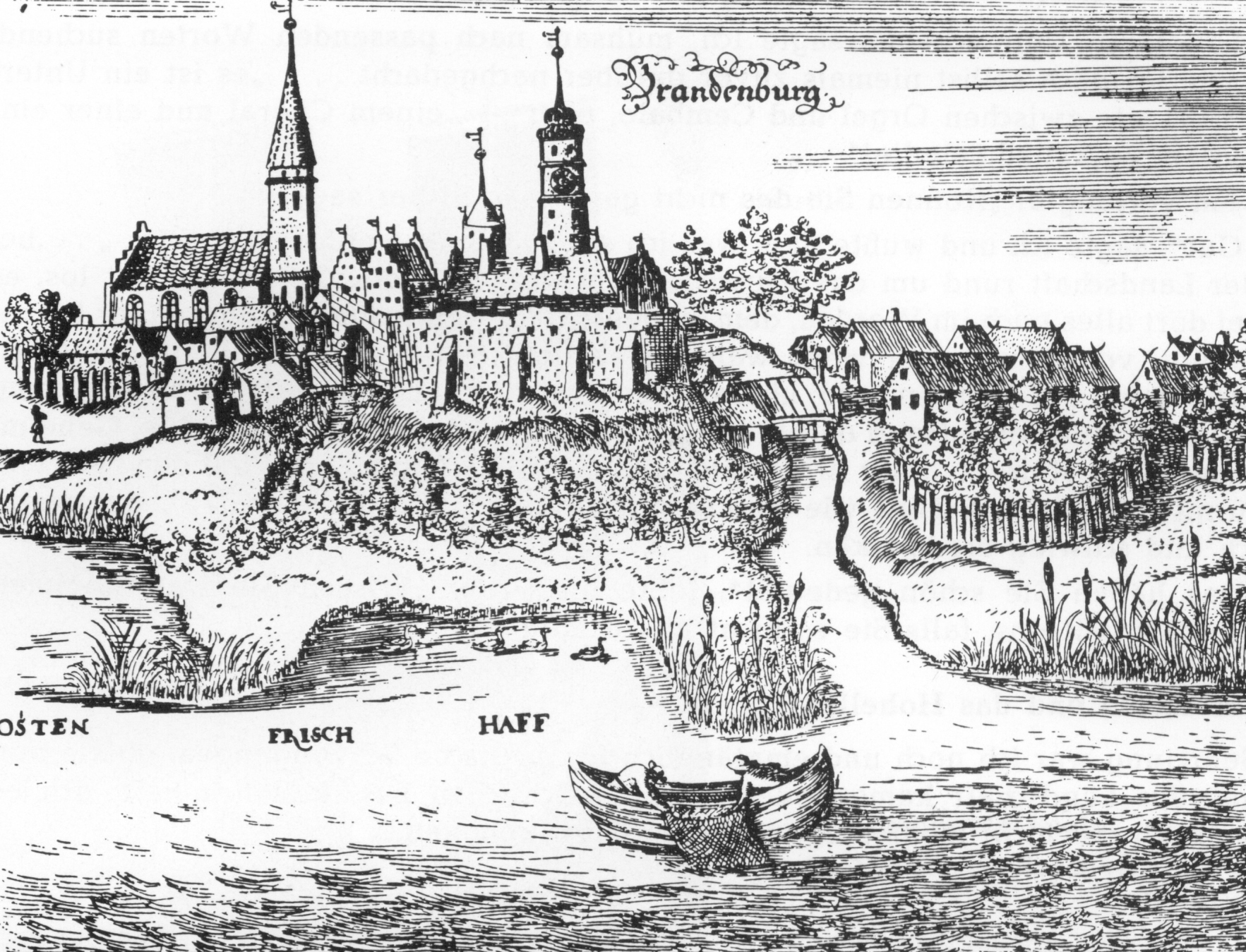
Schnitt aus dem 17. Jahrhundert

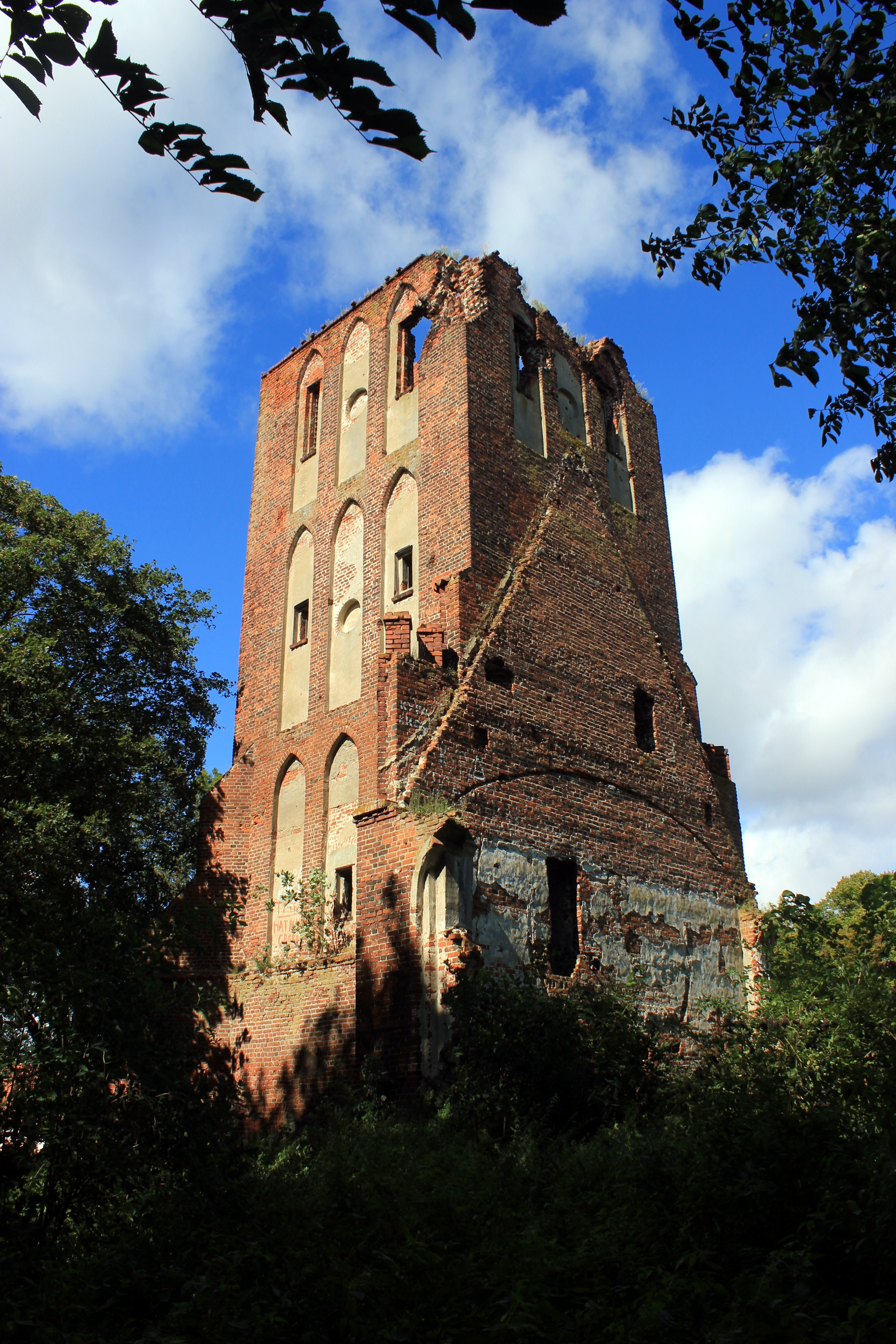
Ruine der Brandenburger Kirche (2016)

Apsis der Kirche um etwa 1895

Brandenburg, südwestlich von Königsberg und östlich am Frischen Haff, auf einer Landkarte von 1910

### Pfarrgemeinde
Vor 1945 war Brandenburg Sitz eines evangelischen Pfarramtes. Zu ihm gehörte ein weitläufiges Kirchspiel innerhalb des Kirchenkreises Heiligenbeil (Mamonowo) der Kirchenprovinz Ostpreußen der Kirche der Altpreußischen Union. In das Kirchspiel eingegliedert waren (* = Schulort):
- Adlig Pinnau
- Adlig Tengen
- Albehnen (russisch: Gorki)
- *Brandenburg
- Dümpelkrug
- Einsam
- Friedrichshof, Kr. Heiligenbeil
- Honigbaum, Kr. Heiligenbeil
- Klein Hoppenbruch (Uljanowka)
- Kamnicken
- Königlich Pinnau
- Königlich Tengen
- Korschenruh (Ladygino)
- Kranzberg
- Morken
- Neu Dümpelkrug
- Pinnau (Selenowo)
- *Pokarben
- Regienenhof
- Schoyschen, 1938–1945 Schoschen
- Tengen
- Wedderau

### Pfarrer bis 1945
Von der Reformation bis zur Vertreibung im Jahre 1945 amtierten in Brandenburg als evangelische Pfarrer:
- Johann Ulrich, 1543
- Caspar Kurau, 1545
- Johann Schwartz, 1546–1573
- Andreas Kaufmann, 1569–1570
- Johann Gangolphus, 1570–1576
- Tobias Schweichel, ab 1576
- Salomo Hübner, 1584
- Laurentius Kopfnagel, 1592–1600
- Georg Löselius, 1600–1609
- Petrus Nicolai, 1609–1617
- Heinrich Crusius, 1617–1620
- Johann Halbach von der Pforte, 1621–1639
- Georg Mylius, 1639–1640
- Daniel Nicolai, 1640–1661
- Valentin Schultz, 1661–1682
- Heinrich Pusch, 1682–1688
- Sigmund Frommhold Ring, ab 1688
- Tobias Schweichel, 1693–1704
- Georg Hein, 1705–1740
- Johann Daniel Tapcken, 1739–1757
- Johann Christoph Wessel, 1758–1761
- Gottfried Sommer, 1761–1789[19]
- Johann Gottlieb Meier, 1789–1830[19]
- Johann Friedrich Berck, 1830–1852[19]
- Franz Leopold Kopplius, 1852–1856
- Friedrich Otto Hoffmann, 1856–1882[20]
- Carl Gustav Marter, 1882–1885
- Carl Heinrich A.J. Dreschhoff, 1886–1897
- Gottfried Hermann Julius Podlech, 1898–1927
- Fritz Schiweck, 1927–1945

## Sehenswürdigkeiten
Schloss Brandenburg wurde von Markgraf Otto III. in der zweiten Hälfte des 13. Jahrhunderts als Schutz gegen die Pruzzen errichtet. In der Zeit des Deutschen Ordens galt es als wichtige Komturei. Ab 1322 soll im Schloss ein Fragment des Kreuzes Jesu aufbewahrt gewesen sein. Das Schloss wurde im 15. und 16. Jahrhundert mehrfach zerstört. Nach den Zerstörungen im Zweiten Weltkrieg wurde es bis heute nicht restauriert. Vielmehr wurde es von russischen Siedlern zur Gewinnung von Baumaterial verwendet.

Ehemaliges Schloss Brandenburg
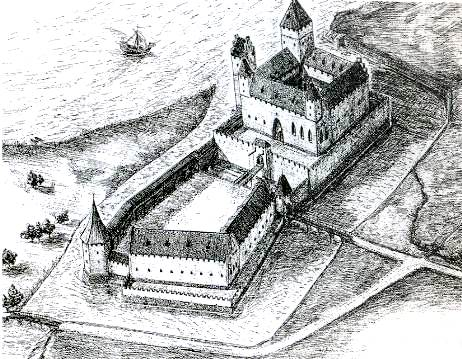
Burganlage um 1644
Lageplan nach Ausgrabungen im 19. Jahrhundert[3]
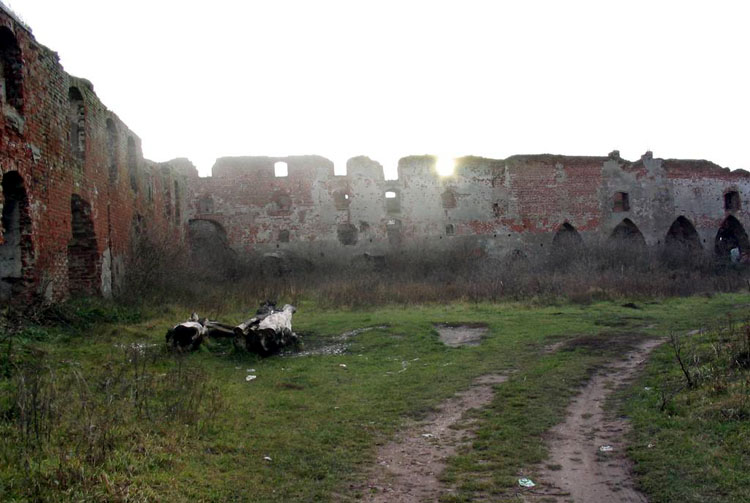
Mauern der Burgruine (2003)
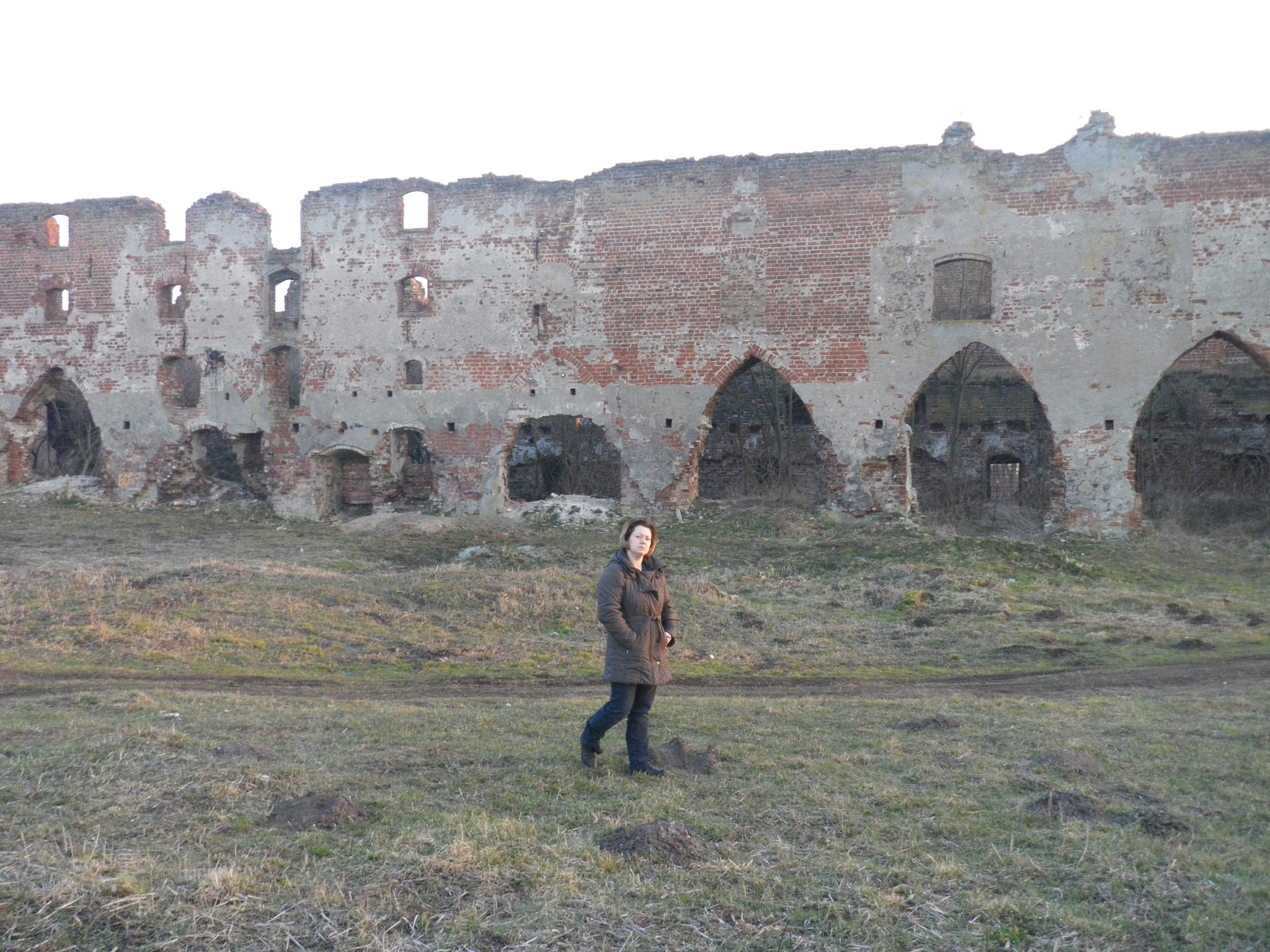
Mauer der Burgruine (2014)
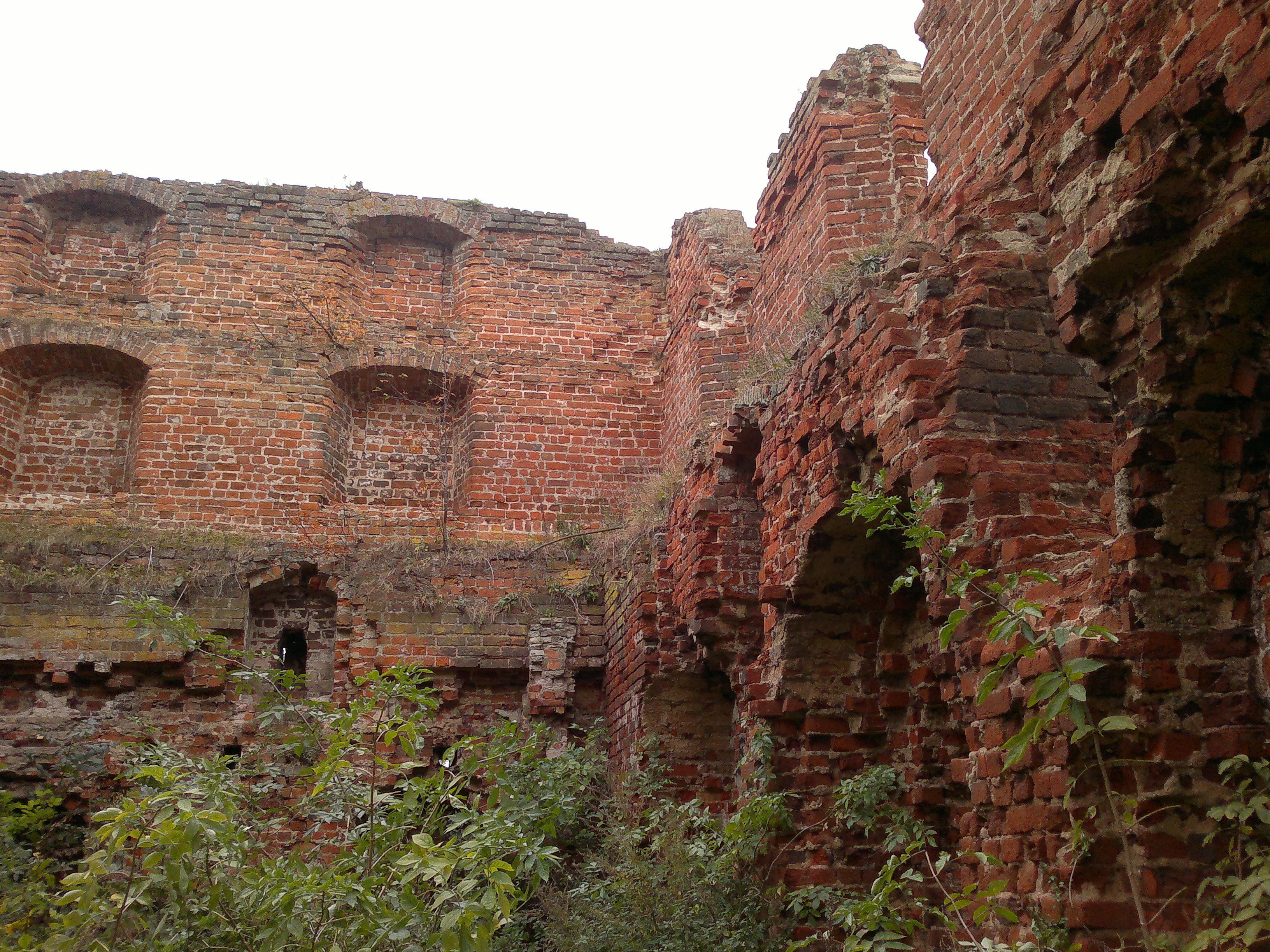
Gemäuer der Burgruine (2014)
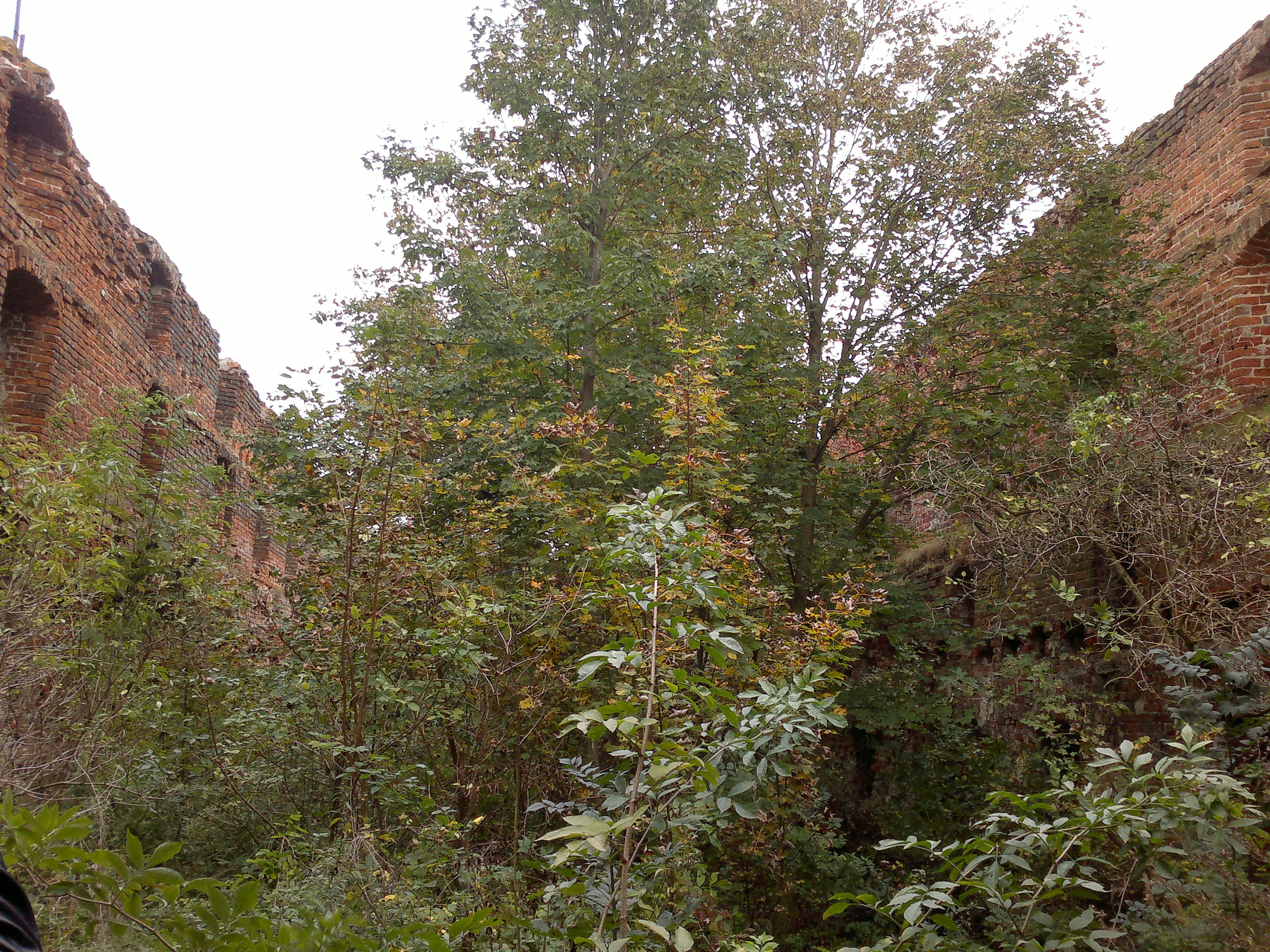
Mauern der Burgruine (2014)

Erhalten sind die Ruine der Ordensburg und der Turm der Pfarrkirche aus dem 14. Jahrhundert. Die Ruine ist in Russlands staatliche Liste der erhaltenswerten Architekturdenkmäler aufgenommen. Laut einer Liste von Forbes Magazine ist die Burg eine der am meisten vom Verfall bedrohten Denkmäler der Russischen Föderation.
Eine Reliquie der Katharina von Alexandrien wurde 1378 aus der Sammlung des Kaisers Karl IV. als Dank für die Unterstützung von Komtur Günther von Hohenstein nach Brandenburg überbracht. Der ermländische Bischof Heinrich III. Surbom übernahm die Überführung nach dem Tod des Kaisers. Sie wurde dort in der Burgkapelle aufbewahrt und gelangte später in die Marienburg, wo sie in der Kapelle des Hochmeisters, der St. Katharinenkapelle, aufgestellt wurde.

## Verkehr
Durch den Ort führt die russische 27A-020 (ex A 194), bis 1945 die Reichsstraße 1 von Aachen über Berlin nach Königsberg (Preußen).